# Liesl Seewald
Liesl Seewald es una deportista austríaca que compitió en luge. Ganó una medalla de plata en el Campeonato Europeo de Luge de 1953, en la prueba individual.

## Palmarés internacional
| Campeonato Europeo | Campeonato Europeo         | Campeonato Europeo | Campeonato Europeo |
| Año                | Lugar                      | Medalla            | Prueba             |
| ------------------ | -------------------------- | ------------------ | ------------------ |
| 1953               | Cortina d'Ampezzo (Italia) | Medalla de plata   | Individual         |